# Bat-Mito
Bat-Mito (Bat-Mite) è un personaggio dei fumetti DC Comics creato da Bill Finger (testi) e Sheldon Moldoff (disegni), apparso per la prima volta sulle pagine di Detective Comics vol. 1 n. 267.
Avente le sembianze di un uomo con un corpo da bambino in un costume mal confezionato, Bat-Mito possiede ciò che sembrano essere poteri magici quasi illimitati: in realtà essi non sono altro che tecnologia altamente avanzata proveniente dalla quinta dimensione, che non può essere interpretata dalle nostre menti limitate a tre dimensioni.
Bat-Mito idolatra Batman e sebbene gli abbia fatto visita in numerose occasioni, mette in scena strani eventi così che possa vedere il suo eroe in azione. Bat-Mito è più uno scocciatore che un super criminale e spesso sparisce quando capisce di aver fatto arrabbiare il suo eroe.

## Storia editoriale
Bat-Mito comparve regolarmente in Batman, Detective Comics e World's Finest Comics per cinque anni. Lui e Mr. Mxyzptlk furono una squadra quattro volte nelle pagine di World's Finest Comics per combattere Superman e Batman insieme. Tuttavia, nel 1964, quando i fumetti di Batman furono rimodernizzati dal nuovo editore, Julius Schwartz, Bat-Mito svanì insieme ad alcuni membri della famiglia di Batman, come Asso Il Bat-Segugio. Dopo ciò, furono pubblicate solo altre tre storie con Bat-Mito nell'Universo DC pre-Crisi: due accoppiamenti Bat-Mito/Mr. Mxyzptlk in World's Finest Comics n. 152 (agosto 1965) e nel n. 169 (settembre 1967) (che non furono a cura di Schwartz ma di Mort Weisinger), e Bat-Mite's New York Adventures da Detective Comics n. 482 (febbraio e marzo 1979), in cui il folletto visitava gli uffici della DC Comics e insisteva per avere un ruolo in una storia nei fumetti di Batman. La storia portò al presentarsi di alcuni fan con cartelli che gridavano «Rivogliamo Bat-Mito!» fuori dal Tishman Building (dove si trovavano all'epoca gli uffici della DC Comics) ed è stata accompagnata da un commento editoriale che affermava che questa storia veniva pubblicata solo ed esclusivamente al fine di sapere il reale grado di richieste da parte dei fan di questo personaggio per la sua ripubblicazione.
Più tardi Bat-Mito comparve in una storia di una pagina nel 200simo numero di The Brave and The Bold.

## Biografia del personaggio

### Pre-Crisis
Bat-Mito comparve regolarmente in Batman, Detective Comics e World's Finest Comics per cinque anni. Bat-Mito e Mr. Mxyzptlk furono in squadra nelle pagine di World's Finest Comics per dare filo da torcere a Superman e Batman insieme. Tuttavia, nel 1964, quando i titoli di Batman furono rinnovati da Julius Schwartz, Bat-Mito scomparve insieme agli altri membri estranei della famiglia di Batman come Asso il Bat-segugio. Dopo di ciò, solo altre tre storie con Bat-Mito furono pubblicate nell'Universo DC pre-Crisi: due storie Bat-Mito/Mr. Mxyzptlk in World's Finest Comics n. 152 (agosto 1965) e n. 169 (settembre 1967) (che non fu a cura di Schwartz ma a cura di Mort Weisinger), e "Bat-Mite's New York Adventure" da Detective Comics n. 482 (febbraio e marzo 1979), in cui il folletto visitava gli uffici della DC Comics insistendo che gli venisse dato un ruolo nel fumetti di Batman. Questa storia fu anche lo scenario di alcuni fan di Bat-Mito che si riunirono sotto gli uffici della DC Comics, con cartelli su cui c'era scritto "Vogliamo Bat-Mito!", fuori dal Tishman Building (dove si trovavano allora gli uffici della DC Comics), e fu accompagnato da un commento che affermava che questa storia fu pubblicata per sapere il valore di gradimento del personaggio da parte dei fan per un suo eventuale rinnovamento.
Più tardi Bat-Mito comparve in una storia da una pagina nel 200simo numero di The Brave and The Bold.

### Post-Crisis
Dopo la pubblicazione della serie limitata del 1985 Crisi sulle Terre infinite, Bat-Mito fu rimosso dai canoni di pubblicazione dei fumetti di Batman. Bat-Mito fece una comparsa nelle serie Legend of the Dark Knight, sebbene potesse essere l'allucinazione di un criminale tossicodipendente di nome Bob Overdog. Questa versione di Bat-Mito comparve più tardi in Mitefall, un fumetto autoconclusivo parodia della storia di Batman "Knightfall" (in cui Overdog aveva il ruolo di Jean-Paul Valley). Nel n. 6 della miniserie di World's Finest Comics del 1999, Mr. Mxyzptlk incontrò Bat-Mito, poco dopo essere stato scambiato per lui da Overdog. Mentre in questa storia post-Crisi Bat-Mito incontra Batman per la prima volta, successivamente Superman e lo stesso Batman giunsero alla conclusione che era una creazione di Mr. Mxyzptlk, ispirandosi alle allucinazioni di Overdog.
- Bat-Mito comparve anche nello special pubblicato da Elseworld World's Funnest, in cui si batte con Mr. Mxyzptlk, distruggendo il multiverso pre-Crisi e l'Universo post-Crisi della DC Comics, così come i mondi dell'Universo Animato DC, Batman: The Dark Night Returns e Kingdom Come. Nonostante sia una storia della Elseworld, non è chiaro se World's Funnest fa parte della continuità dell'Universo DC.
- Oltre a World's Funnest, non esiste nessuna connessione diretta tra Bat-Mito e Mr. Mxyzptlk. Nell'antologia Bizarro Comics, la Quinta Dimensione nativa di Mxyztplk sembrava includere esseri simili a Bat-Mito e il Thunderbolt di Johnny Thunder. Nessuno di questi fumetti sono considerati canonici; tuttavia in un crossover JLA/JSA in JLA e in JSA numeri dal 78 all'80 fu rivelato che sia Mxyzptlk che Thunderbolt arrivavano entrambi dalla Quinta Dimensione. Colonne di lettere e interviste di scrittori affermavano che anche Bat-Mito veniva dalla Quinta Dimensione, sebbene non fu mai mostrato nelle storie a fumetti.
- Nel numero post-Crisi Superman/Batman n. 25, fu rivelato che il Joker ottenne i poteri degli abitanti della Quinta Dimensione mantenendo l'essenza di Mr. Mxyzptlk nella storia L'Imperatore Joker. Alla fine Bizzarro riuscì a togliere i poteri al Joker, che si manifestarono in una forma riconoscibile come Bat-Mito. Come tale, un Bat-Mito fu pienamente ristabilito nella continuità corrente come conseguenza dell'incubazione di Mxyzptlk all'interno del Joker.
- La prima comparsa post-Crisi di Bat-Mito fu in Batman n. 672, scritto da Grant Morrison. Batman si confrontò con Bat-Mito (o "Might") dopo essere stato ferito al torace da uno sparo ed aver sofferto un attacco di cuore. Might, che portava una grossa creatura insettoide sulla schiena e sosteneva di provenire dallo "Spazio B alla quintuplicata espansione di Zrfff" (Batman n. 674) (all'epoca, Zrfff era usato come nome per la dimensione natale di Mr. Mzyzptlk). Solo Batman lo vedeva. Dato che Batman aveva sempre più difficoltà a mantenere la sua presa sulla realtà durante questo periodo, è possibile che Might non fosse altro che un delirio mentale.
- In Batman n. 678, Bat-Mito riappare nell'ultima pagina commentando "uh-oh" alla crescente delusione di Batman. Quindi, attraverso l'intero ciclo Batman R.I.P., compare per consigliare il Batman di Zur En Arrh, una personalità costruita da Bruce stesso per mantenere Batman in condizione di combattere nel caso fosse portato all'insania o gli cancellassero la memoria. In Batman n. 680 si svela che Bat-Mito è infatti un prodotto dell'immaginazione di Batman, nonostante il commento che sia della Quinta Dimensione, dato che la Quinta Dimensione è l'immaginazione (nello specifico, se il Batman di Zur-En-Arrh rappresenta un ipotetico "Batman privo di Bruce Wayne", il Bat-Mito rappresenta le ultime vestigia della coscienza e della sanità mentale di Bruce Wayne).
- In Superman/Batman n. 52, Bat-Mito sembra aver fatto una scommessa con Mr. Mxyzptlk come quella in World's Funnest. Questo Bat-Mito sembra ammirare Batman, e Batman sembra indirizzare familiarità con lui.

## Altre versioni
In The Dark Knight Strikes Again di Frank Miller, Bat-Mito è uno dei co-fondatori de "La Chiesa dell'Ultimo Figlio di Krypton", in cui si venerava Superman come un Dio; i suoi fondatori chiaramente inclusero Bat-Mito, che esortò i suoi seguaci a "alzare le mani per l'uomo con la vista calorifica".
In Superman & Batman: Generations (1959), comparve con Mr. Mxyzptlk. I due folletti mettevano alla prova Batman e Superman, ognuno tentando di provare che il proprio eroe era il migliore. Lo fanno perché due alieni volevano portare i propri eroi dall'altra parte dell'universo per salvare i propri pianeti (Bat-Mito lo fece perché voleva davvero salvare il suo pianeta, Mxy lo fece perché voleva portare Superman secoli lontano da casa e dall'altra parte dell'Universo). Tuttavia, ognuno doveva mettere alla prova l'eroe opposto, così che Mxy dovette testare Batman e Bat-Mito, invece, Superman. Dopo una gigantesca battaglia, gli alieni decisero di portare Bat-Mito e Mr. Mxyzptlk sui loro pianeti.
In Batman:Dark Victory, il nome Bat-Mito viene utilizzato su una possibile bozza di un disegno di un giovane Dick Grayson, mentre tentava di crearsi un alter ego per affiancare Batman.
In Batman:The Killing Joke, si vede Bat-Mito in una foto nella Batcaverna.

## Altri media

### Film
- In un'intervista il regista James Gunn, fan del personaggio, ha dichiarato di aver considerato Bat-Mito come personaggio del suo film The Suicide Squad - Missione suicida.

### Televisione
- Bat-Mito era un personaggio regolare del cartone animato a puntate del 1977 Le Nuove Avventure di Batman ed era doppiato da Lou Scheimer. Fu raffigurato come un fan magico in buona fede del supereroe. Come tale, tentò di aiutare Batman anche se il più delle volte complicava solo di più le cose, con un frignante "Tutto quello che voglio è aiutare!" come un quasi-slogan. In un episodio si vide anche il suo pianeta natale, chiamato Ergo, così come un criminale del pianeta di Bat-Mito chiamato Zarbor. Prese anche una cotta per Batgirl. Bat-Mito venne visto da alcuni come prototipo per il successivo Orko in He-Man e i Dominatori dell'Universo.
- Un Bat-Mito robotico fece una breve comparsa nell'episodio "Deep Freeze" della serie animata di Batman del 1992, doppiato da Pat Fraley. Bat-Mito salutò entusiasticamente Batman, dicendo "Salute, Dinamico Duo! Io sono il vostro più grande fan!" prima di baciare Robin, che rimase scioccato. Quindi un malfunzionamento lo fece cadere a pezzi, facendogli balbettare "Voglio solo aiutare!". Fu rivelato poi essere un giocattolo robot. Sullo sfondo si vedevano i robot di Mr. Mxyzptlk, di Streaky il Super Gatto e di Krypto il Super Cane.
- Nell'episodio della serie animata Teen Titans "Fractured", compare una controparte di Bat-Mito chiamato Larry. Invece di somigliare a Batman, Larry somiglia a Robin ed è il suo più grande fan. Il suo vero nome è NOSYARG KCID, cioè Dick Grayson scritto e pronunciato al contrario.
- Bat-Mito comparve nell'episodio "Legends of the Dark-Mite!" in Batman: The Brave and the Bold, doppiato da Paul Rubens, con il suo nome originale inglese e stranamente nel titolo dell'episodio in versione italiana rinominato come Bat-Mike. Comparve inizialmente agendo come un boss mafioso, provocando alcune rapine in banca e creando ancora più furti per vedere Batman in azione. Infine si fece vedere e fece combattere Batman contro più e più criminali, incluso Gorilla Grodd, Solomon Grundy, Shaggy Man e Calendar Man; infine se ne andò grazie ad un trucco di Batman, in cui gli diede un batarang e lo autografò. Tuttavia, si travestì da Asso il Bat-Segugio e scoprì il piano di Batman. Decise così di fare di Batman il suo "giocattolo" finché non si fosse rotto. Tuttavia, Batman gli mostrò com'era la sua vita anti-criminale e Bat-Mito decise di seguire le sue orme e divenire un eroe come Batman (invece, si vestì come Freccia Verde e si confrontò proprio col grande arciere, affermando di essere il suo più grande fan). In una scena in cui si consulta con alcuni fan (inclusi Paul Dini e Bruce Timm, vestiti rispettivamente da Harley Quinn e Joker) ad una convention sui supereroi venne utilizzato per rilevare l'intero ragion d'essere della serie. In questa scena, i fan mostrarono interesse dal ritratto tradizionale di Batman come "detective urbano tutto d'un pezzo" a "tizio che combatte Babbo Natale e il Coniglietto Pasquale". Alla fine dell'episodio, Bat-Mito chiuse la puntata facendo il verso di Porky Pig come nelle chiusure delle puntate dei Looney Tunes, venendo fuori da un buco bruciato dicendo "Questo è tutto, gente!" e arricciando il naso come Samantha della serie TV Vita da strega.
- Viene menzionato nella serie tv Peacemaker.

### Videogiochi
- Bat-Mito è stato inserito per apparire nel prossimo videogioco DC Universe Online.
- Bat-mito è presente in LEGO Batman 3: Gotham e oltre.